# 克里斯蒂安·路德維希二世
克里斯蒂安·路德維希二世（德語：Christian Ludwig II，1683年5月15日—1765年5月30日），梅克倫堡-施威林公爵，1747年至1756年在位。

## 家庭
1714年，克里斯蒂安·路德維希與堂妹古絲塔芙·卡羅琳結婚，兩人共有2子2女：
1. 腓特烈二世（1717年—1785年），梅克倫堡-施威林公爵
2. 烏爾里克·索菲（德语：Ulrike Sophie zu Mecklenburg）（1723年—1813年），呂恩修道院長
3. 路德維希（1725年—1778年），腓特烈·法蘭茲一世的父親
4. 阿瑪莉埃（1732年—1775年）